# Ralph Moore
Pour les articles homonymes, voir Moore.
Ralph Moore, né le 14 janvier 1907 et mort le 14 septembre 2009, est un pépiniériste rosiériste américain, spécialiste des roses miniatures qui a fêté ses 100 ans en 2007.

## Biographie
Encore étudiant, de 1920 à 1927, il commence la culture et des expériences d'hybridation de roses. 
Il fonde en Californie sa propre pépinière, la Sequoia Nursery, en 1937 à Visalia.
En 1935, Ralph Moore, déjà pépiniériste, voit pour la première fois une rose miniature, 'Roulettii'. Son intérêt pour les miniatures commence, il entreprend des hybridations avec les deux premiers cultivars qu'il achète dans ce but, 'Tom Pouce' (De Vink 1935) et 'Oakington Ruby' (Bloom 1933), grâce auxquels il commence ses nouveaux travaux. Dès lors, il ne va cesser de développer à la Sequoia Nursery des variétés qui éveillent toutes l'intérêt des amateurs et des professionnels pour les roses miniatures.

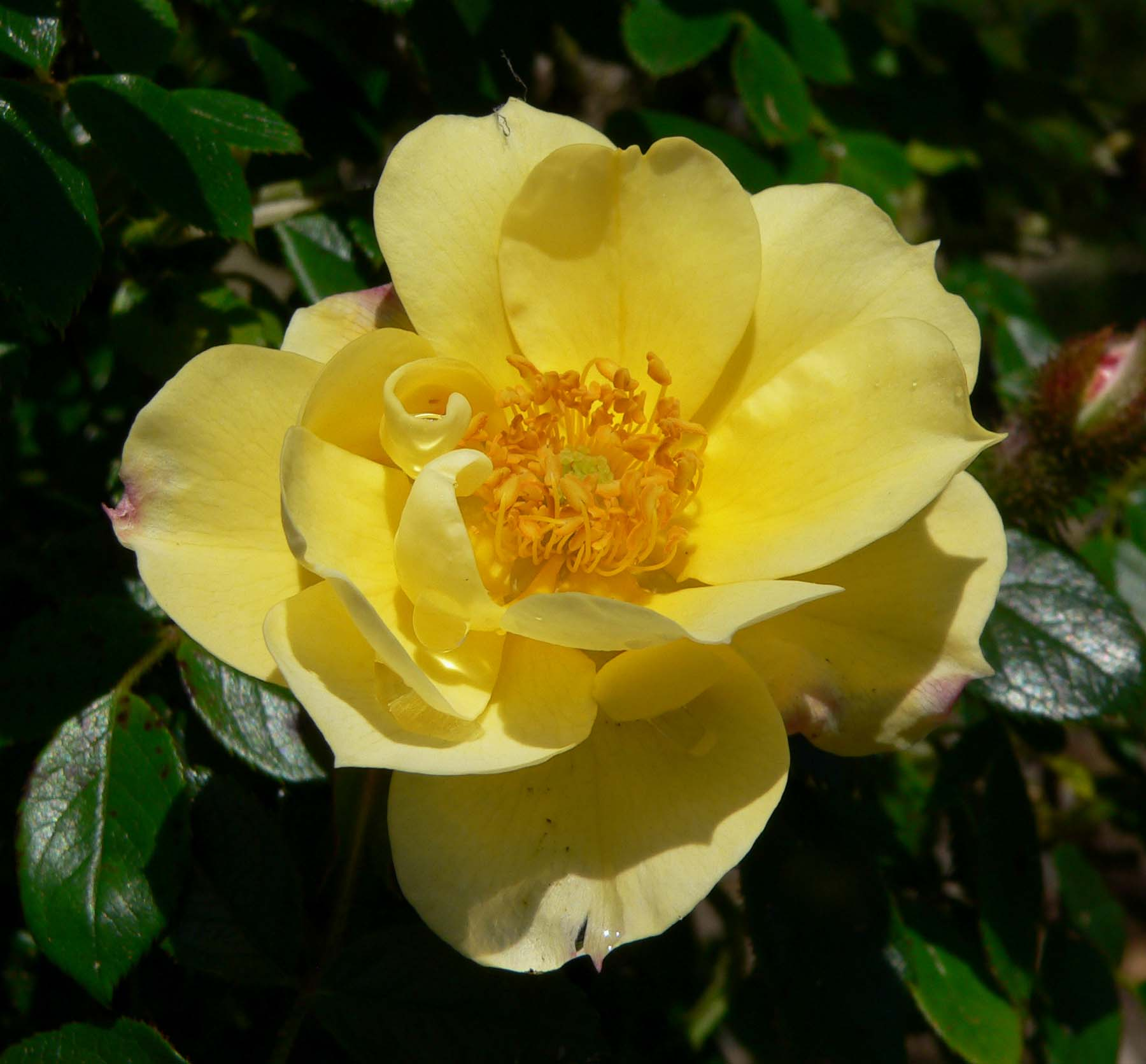
'Lemon Delight' (1978), rose miniature.

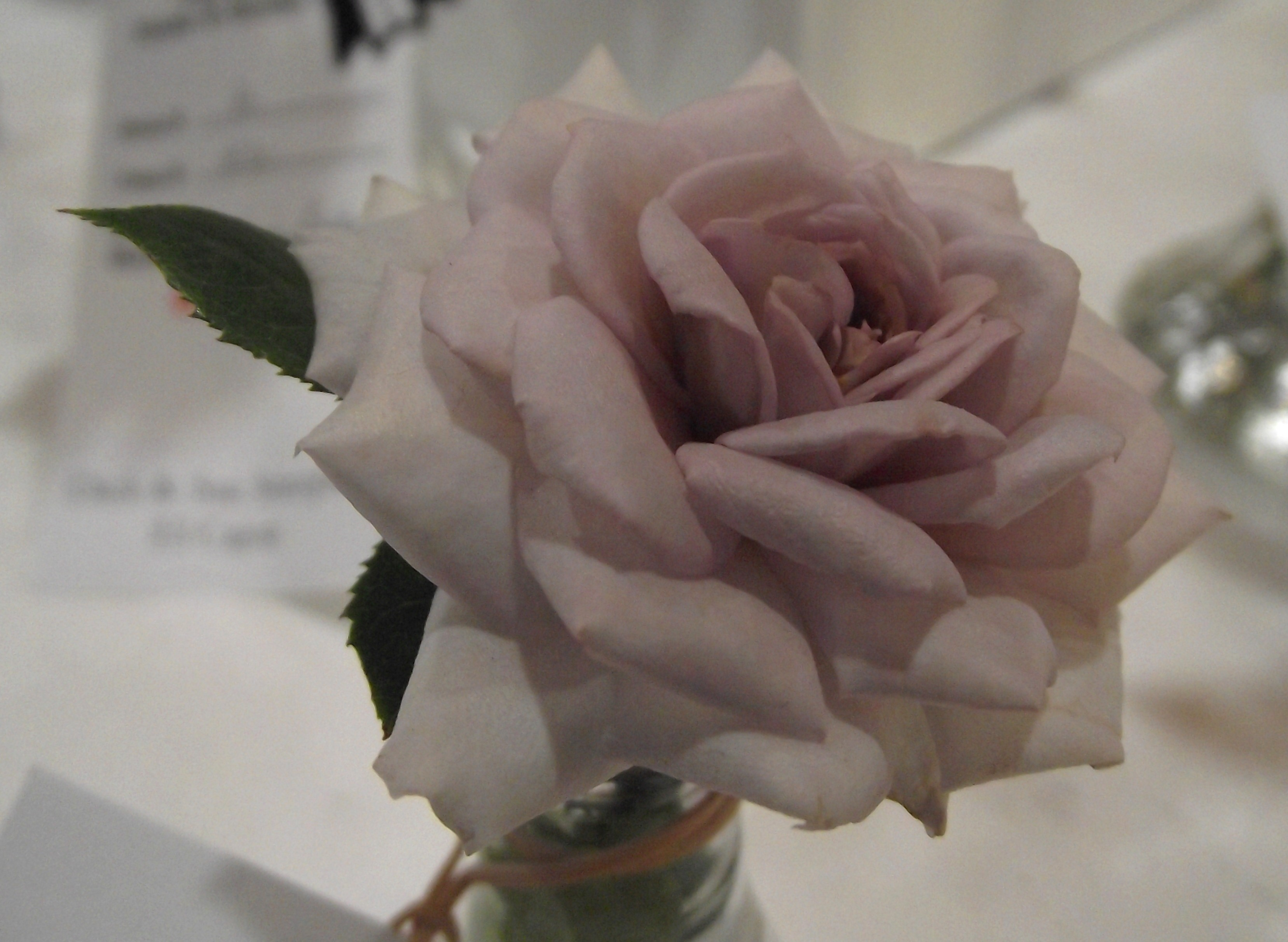
Rose miniature 'Café Olé' (1990).

'Zee' sera le parent de nombreuses variétés de roses miniatures, sur les trois cents cultivars créés par Ralph Moore. Parmi les grands succès de rosiers miniatures obtenus à la Sequoia Nursery, on peut citer 'Magic Carrousel' (1972 rose et blanc), 'Over the Rainbow' (1972 orange et jaune), 'Golden Sunblaze' (1977 jaune), 'New Penny' (1962 rose corail), 'Sheri Anne' (1973 orange) ou encore 'Yellow Jewel' (1973 jaune). Sa rose miniature de couleur jaune orangé aux bords rouge orangé, 'Playgold' (1997), gagne le Award of Excellence Miniature en 1998.
Après les miniatures, Ralph Moore s'intéresse aux roses panachées, rayées, ainsi qu'aux rosiers mousseux. C'est lui qui obtient le premier mousseux de couleur jaune, 'Goldmoss', en 1972.
Pour ses cent ans en 2007, il commercialise deux nouveaux hybrides de persica de Hulthemia rouge-foncé panaché, une nouvelle variété rayée de rosier grandiflora, 'Ballet de séquoia', et rouge 'Peint à la main' 'Espoir et Joie', et un mini bicolore rose et blanc 'Torsion Rose'.
Ralph Moore a écrit pendant vingt-cinq ans des poèmes dont un livre intitulé Thoughts of Roses.
La Sequoia Nursery ferme en avril 2008.